# Elvira: Mistress of the Dark
Elvira: Mistress of the Dark, o anche solo Elvira sulle copertine, è un videogioco di ruolo horror, con protagonista Elvira, personaggio di film e televisione statunitensi interpretato dall'attrice Cassandra Peterson. In particolare ha lo stesso titolo originale della commedia horror del 1988 Una strega chiamata Elvira. Il gioco è stato creato dalla Horrorsoft e pubblicato nel 1990 dalla Accolade per Amiga e DOS, e successivamente per Atari ST, Commodore 64, NEC PC-9801.
Si tratta del secondo gioco sviluppato dalla Horrorsoft, dopo Personal Nightmare.

## Trama
Il giocatore è stato chiamato a salvare la strega Elvira, che è stata rapita e tenuta prigioniera all'interno del suo stesso castello, da una sua malvagia antenata Emelda che improvvisamente è ritornata in vita a causa di una maledizione. All'inizio della storia, il giocatore viene catturato, e salvato da Elvira. Tuttavia Elvira ha perso tutti i propri strumenti magici e le sue pozioni, e il giocatore deve ritrovare sei chiavi affinché la strega possa annullare la maledizione e riprendere il controllo del castello. L'avventura si svolge all'interno del maniero di Killbragant, che è infestato di guardie, mostri e fantasmi al servizio di Emelda.

## Modalità di gioco
Come tutti gli altri giochi della Horrorsoft successivi a Personal Nightmare, Elvira propone un gameplay a metà tra l'avventura grafica e l'esplorazione di dungeon, con visuale in prima persona. Il giocatore dovrà esplorare le vastissime ambientazioni che compongono il gioco, spostandosi con comandi singoli tra stanze a schermata fissa, alla ricerca di diversi oggetti che lo potranno aiutare a proseguire o a scampare ad eventuali pericoli.
Occasionalmente, il giocatore dovrà affrontare dei nemici in battaglie in tempo reale, in cui dovrà cercare di parare i colpi dei nemici per poter poi passare al contrattacco e ucciderli. Si può scegliere tra due tipi di attacco e due tipi di parata. Ogni volta che si vince una battaglia, il giocatore guadagna dell'esperienza per l'arma utilizzata in combattimento, il che renderà i successivi combattimenti con quell'arma più facili. Altri nemici devono essere eliminati utilizzando su di loro un certo oggetto in maniera quanto più veloce possibile, altrimenti uccideranno istantaneamente il giocatore (un esempio è dato dal lupo mannaro).
Più avanti nel gioco, si possono anche recuperare degli ingredienti da utilizzare nella cucina di Elvira (attraverso il comando Mix), i quali permettono di ottenere delle pozioni che potenziano gli attributi o fanno recuperare punti ferita.

### Attributi
Il personaggio controllato dal giocatore è dotato di quattro statistiche:
- Forza: Influenza i danni che si possono infliggere ai nemici;
- Resistenza: Influenza la resistenza ai danni del giocatore;
- Agilità: Mostra la probabilità di ottenere l'iniziativa in combattimento, potendo così attaccare per primo;
- Abilità: Mostra il livello di abilità del giocatore con l'arma attualmente equipaggiata. Aumenta ogni volta che si vince una battaglia utilizzando l'arma equipaggiata.

## Sviluppo
Secondo Keith Wadhams, uno dei progettisti, lo sviluppo di Elvira iniziò con l'idea di creare una storia attorno al già noto personaggio di Elvira. Si decise di far svolgere il gioco in un ambiente chiuso e limitato, per semplificare la grafica, e si scelse un castello, che è un tipo di luogo nello stile del personaggio. Per documentarsi, gli autori videro il film Una strega chiamata Elvira e Wadhams ebbe modo più volte di conferire con Cassandra Peterson. Il contratto stipulato con l'attrice imponeva che il personaggio di Elvira non morisse mai nel gioco, per questo motivo le dovette essere assegnato un ruolo secondario di personaggio non giocante. La Peterson diede l'approvazione finale alla sceneggiatura del gioco e richiese soltanto di modificare una grossa croce con un anello, oggetto più in linea con l'immagine di Elvira. Nel complesso lo sviluppo richiese 18 mesi.

## Accoglienza
Elvira ricevette una netta maggioranza di recensioni molto buone dalla stampa dell'epoca, in tutte le sue versioni occidentali.
Elvira vinse il premio di Computer Gaming World nel 1991 come miglior gioco di ruolo dell'anno.
Zzap! assegnò il titolo di "gioco caldo" alla versione Commodore 64.

## Serie
Il gioco ha avuto un sequel, Elvira 2: The Jaws of Cerberus, pubblicato nel 1992. Inoltre nel 1991 è uscito Elvira: The Arcade Game, basato sullo stesso personaggio, ma il genere del gioco è del tutto diverso.